# Poor Papa

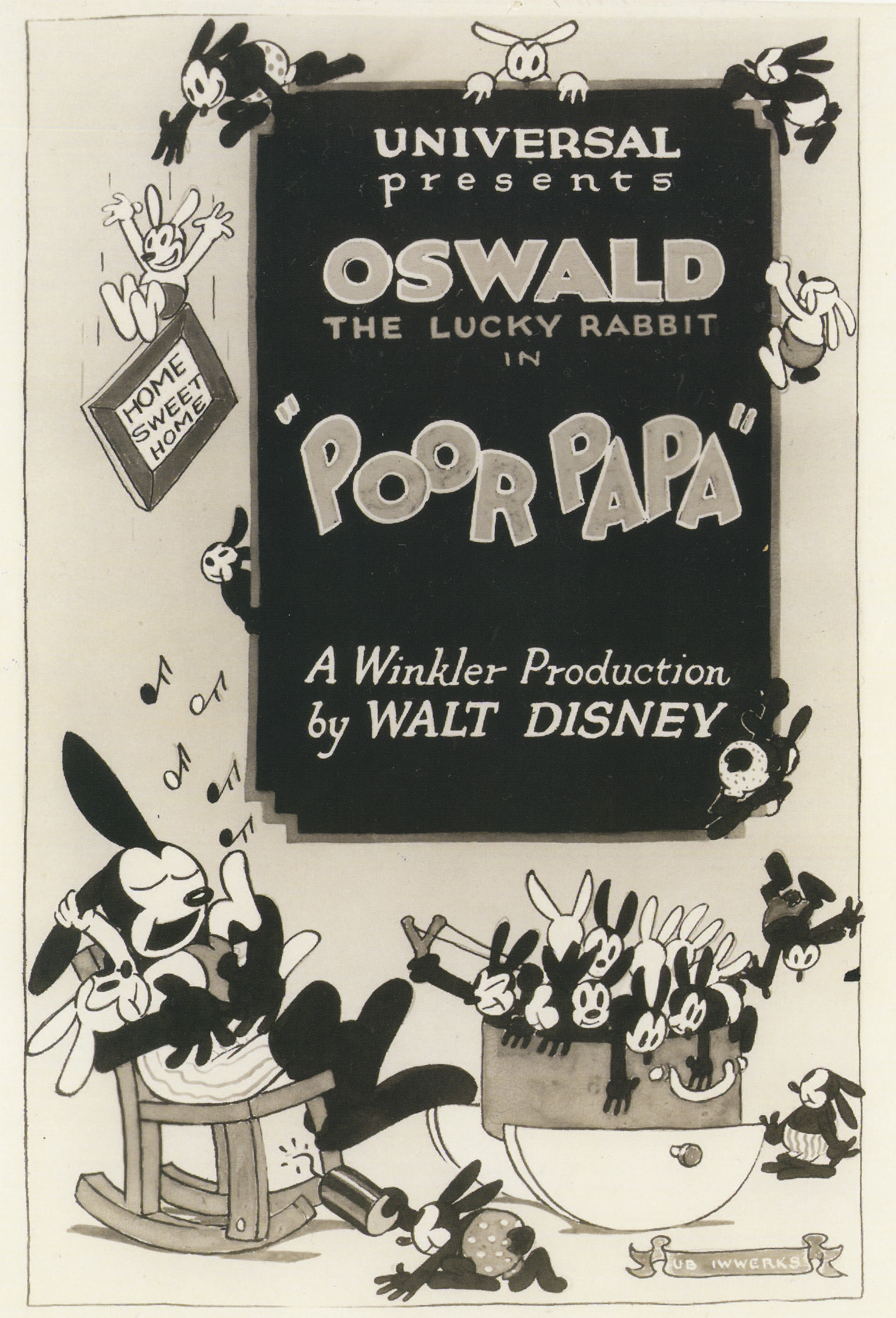
Affiche du film.

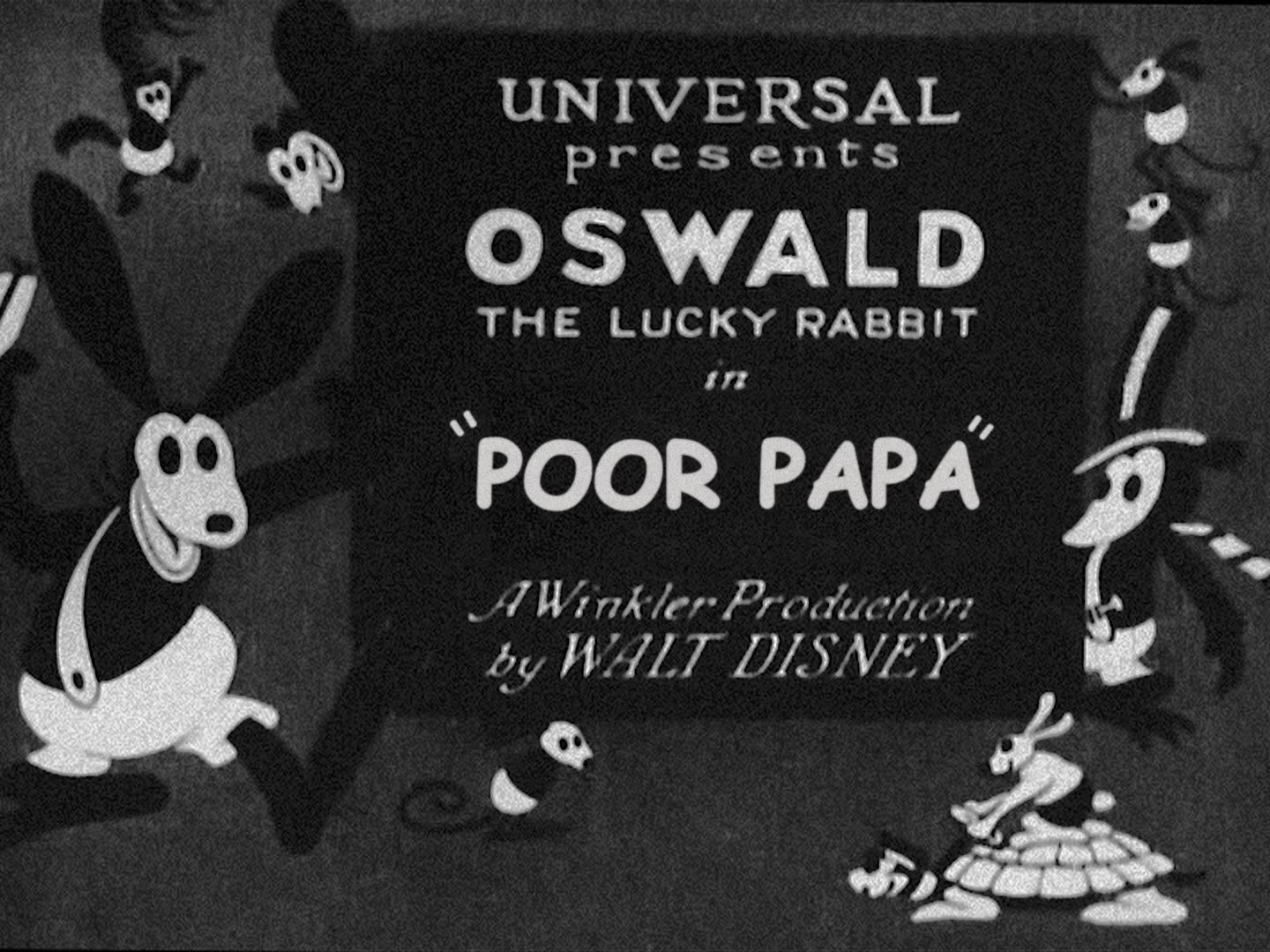
Carton-titre du film.

Poor Papa est le premier court métrage de la série Oswald le lapin chanceux, produit par les studios Disney, réalisé en 1927 mais sorti le 11 juin 1928.

## Synopsis
À cause des cigognes, Oswald se retrouve papa. Il déclare la guerre aux volatiles en leur tirant dessus ; les cigognes répondent en lâchant les bébés telles des bombes.

## Fiche technique
- Titre : Poor Papa
- Série : Oswald le lapin chanceux
- Réalisateur : Walt Disney
- Animateurs[1] : Ub Iwerks, Hugh Harman, Friz Freleng, Rollin Hamilton, Ben Clopton, Norm Blackburn, Les Clark et  Rudolf Ising
- Caméra[1] : Rudolf Ising
- Producteur : Charles Mintz
- Production : Disney Brothers Studios sous contrat de Robert Winkler Productions
- Distributeur : Universal Pictures
- Date de sortie : 11 juin 1928[2],[3]
- Autres dates[1] :
  - Date de livraison : 10 avril 1927
  - Dépôt de copyright : 22 mai 1928 par Universal
  - Date de sortie d'après le matériel publicitaire : 6 août 1928
- Format d'image : Noir et Blanc
- Durée : 6 min
- Langue : (en)
- Pays de production :  États-Unis

## Commentaires
Poor Papa a été le premier court métrage réalisé de la série Oswald le lapin chanceux, mais pas le premier sorti au cinéma.
Son scénario a été repris en 1932 pour Mickey's Nightmare.